# Muskö kyrka
Muskö kyrka är en kyrka i Stockholms stift, belägen på ön Muskö. Den var tidigare församlingskyrka i Muskö församling men församlingen slogs ihop med Västerhaninge församling år 2002 och bildade Västerhaninge-Muskö församling.

## Kyrkobyggnaden
Den första kyrkbyggnaden på Muskö fanns cirka 200 meter nordväst om den nuvarande kyrkan. Carl Carlsson Gyllenhielm, som hade den närbelägna gården Arbottna som förläning, lät riva kyrkan på 1620-talet och gav order om ett nytt bygge. Nuvarande kyrkobyggnaden har en stomme av trä och står på en stensockel. 1630 invigdes kyrkan och enligt traditionen ska kung Gustav II Adolf ha varit närvarande innan han for iväg för att strida i trettioåriga kriget. Under 1800-talet blev kyrkan alltmer skröplig och genomgick en ombyggnad 1876-1877 varvid den gamla stommen bevarades. En renovering av interiören genomfördes 1952.
På en liten kulle väster om kyrkan finns en klockstapel från 1600-talet. Nordost om kyrkan står församlingshemmet.

## Inventarier
- Altartavlan skänktes till kyrkan 1770 av Adolf Ludvig Levin (dåvarande ägare till gårdarna Arbottna och Ludvigsberg). Dess motiv är Kristus på korset och Maria från Magdala som knäböjer vid Jesu fötter. Enligt en tradition kan den vara målad av Per Krafft den äldre.
- Ett votivskepp är en fullriggare från slutet av 1800-talet.

### Orgel
- 1883 byggde E A Setterquist & Son, Örebro en orgel med 5 stämmor.
- Den nuvarande orgeln byggdes 1955 av Grönlunds Orgelbyggeri AB, Gammelstad och är en mekanisk orgel.

| Manual I      | Manual II     | Pedal        | Koppel |
| Gedackt 8´    | Rörflöjt 8´   | Subbas 16´   | I/P    |
| Principal 4'  | Kvintadena 4' | Pommer 8'    | II/P   |
| Blockflöjt 2' | Principal 2'  | Nachthorn 2' | II/I   |
| Scharf 3 chor | Kvinta 1 1/3' |              |        |
|               | Vox humana 8' |              |        |
|               | Tremulant     |              |        |

## Bilder

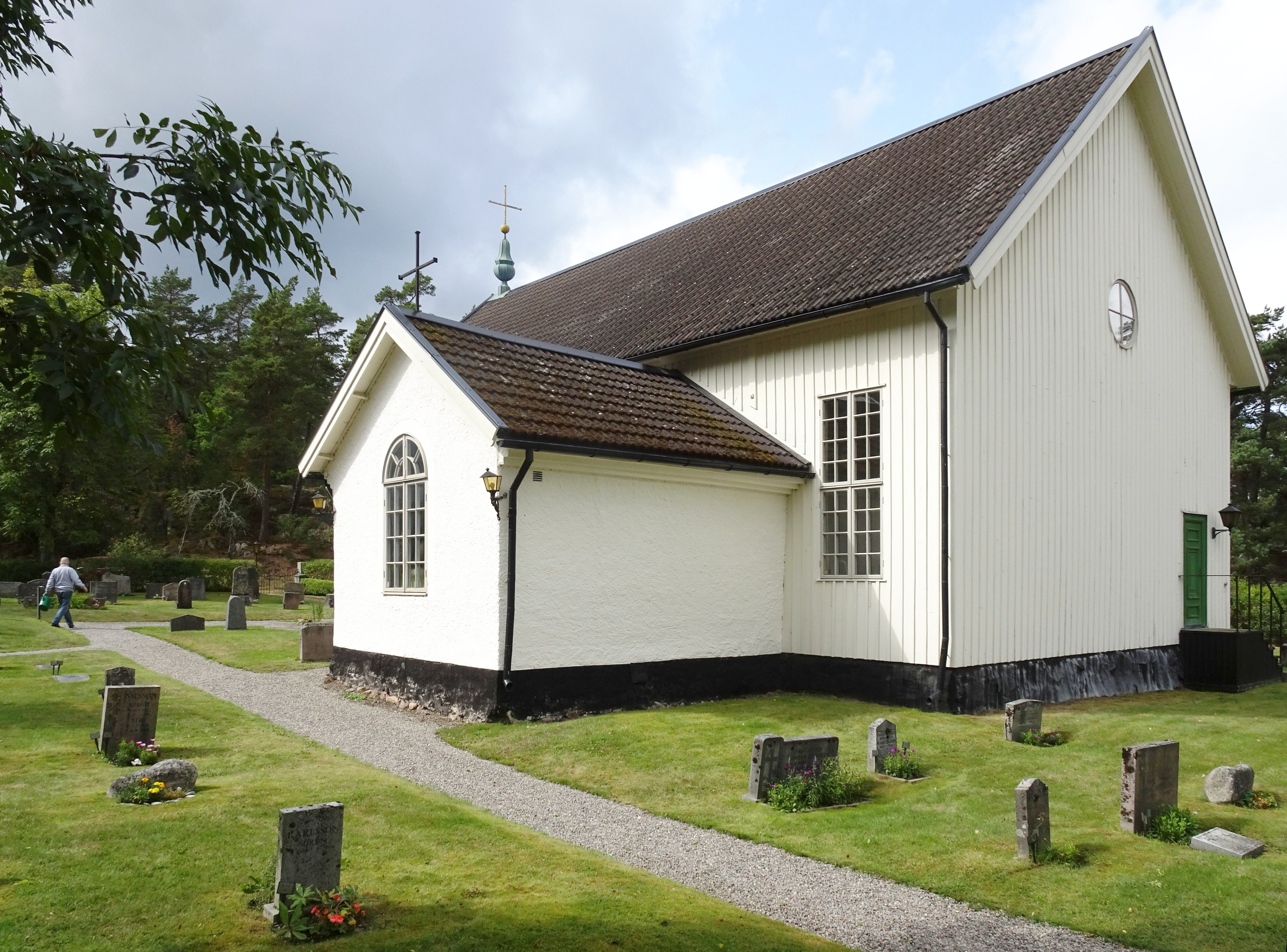
Kyrkan och kyrkogården
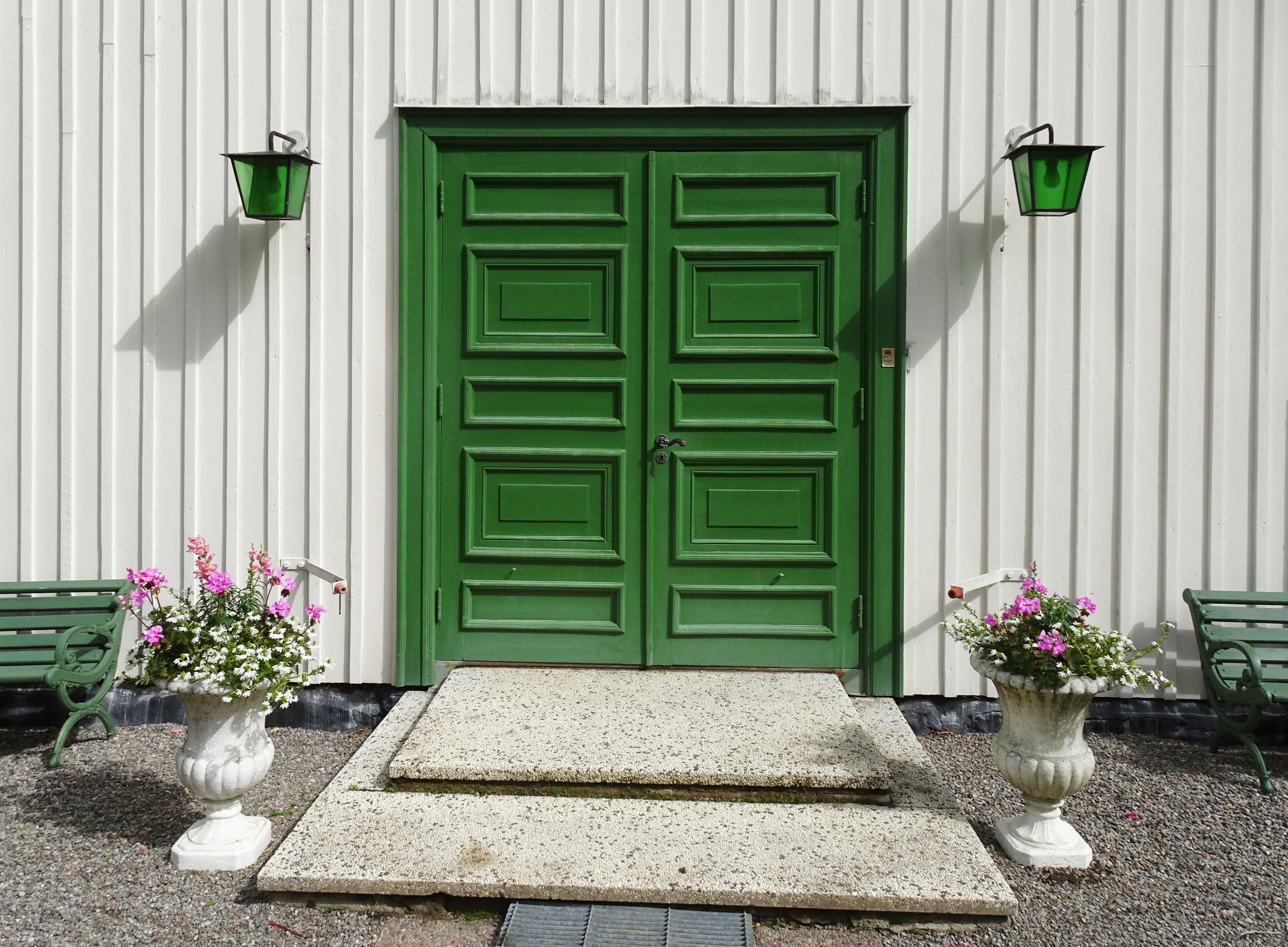
Kyrkporten
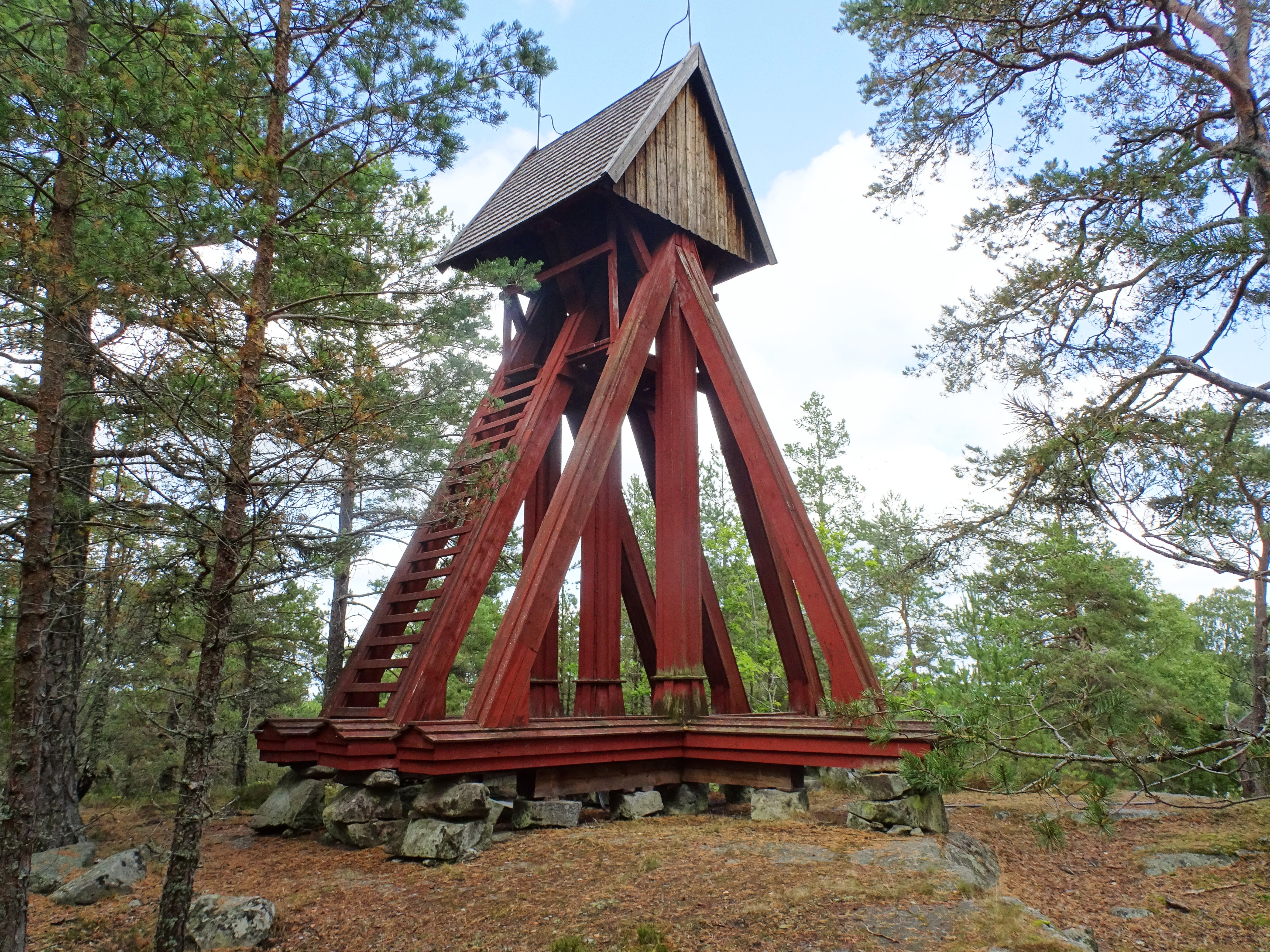
Klockstapeln
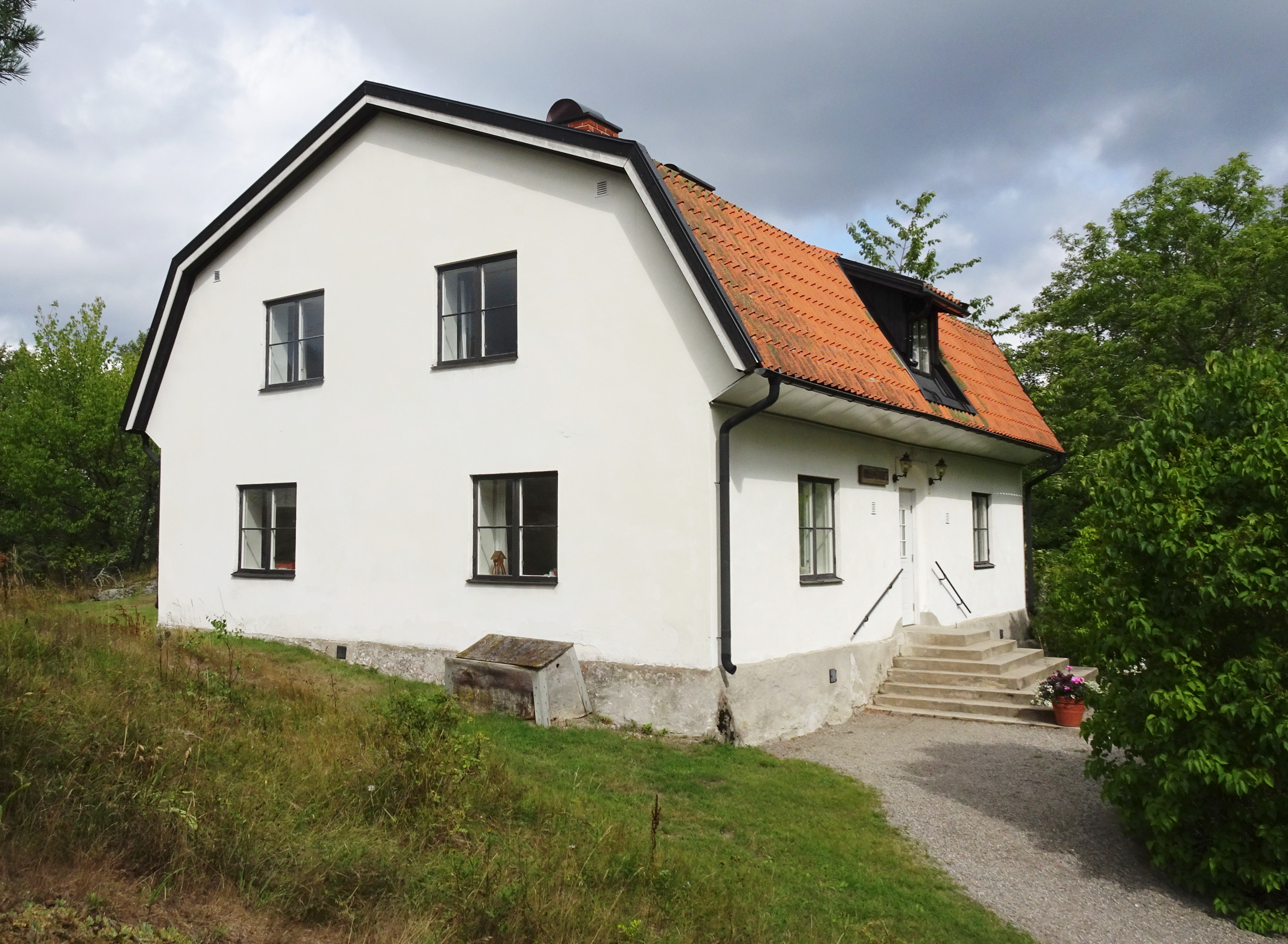
Församlingshemmet